# Happy Holidays!〜80's POPS COVERS〜
『Happy Holidays!〜80's POPS COVERS〜』（ハッピー・ホリデイズ!〜エイティーズ・ポップス・カヴァーズ〜）は、80年代のヒットポップスを超豪華ミュージシャンらがカバーした作品を収録したアルバム。
全13曲収録で1,890円（税込）
※ジャケットデザイン&イラスト：アンディ高波（高波宏如）（ちくわテイスティング協会）
※ライナーノーツ：永原真夏（SEBASTIAN X）

## 収録曲
1. ジェニーはご機嫌ななめ/やくしまるえつこ
2. 春咲小紅/SEBASTIAN X
3. 青空のかけら/土岐麻子
4. 君は1000%/安藤裕子
5. 贈る言葉/大橋トリオ
6. ワインレッドの心/武藤昭平 (勝手にしやがれ)
7. 風の谷のナウシカ/坂本龍一 + 嶺川貴子
8. 元気を出して/手嶌葵
9. 風立ちぬ/一十三十一 produced by 曽我部恵一
10. ハイスクールララバイ/リトル・クリーチャーズ
11. ミス・ブランニュー・デイ (MISS BRAND-NEW DAY)/Jackson vibe×YoheyOKAMOTO
12. 以心電信 (YOU'VE GOT TO HELP YOURSELF)/クラムボン
13. 君は天然色/ニートボーイスカウトキャラバン

## 関連作品
1. Happy Holidays! 〜CITY POPS COVERS〜/V.A.